# RX J1347.5-1145

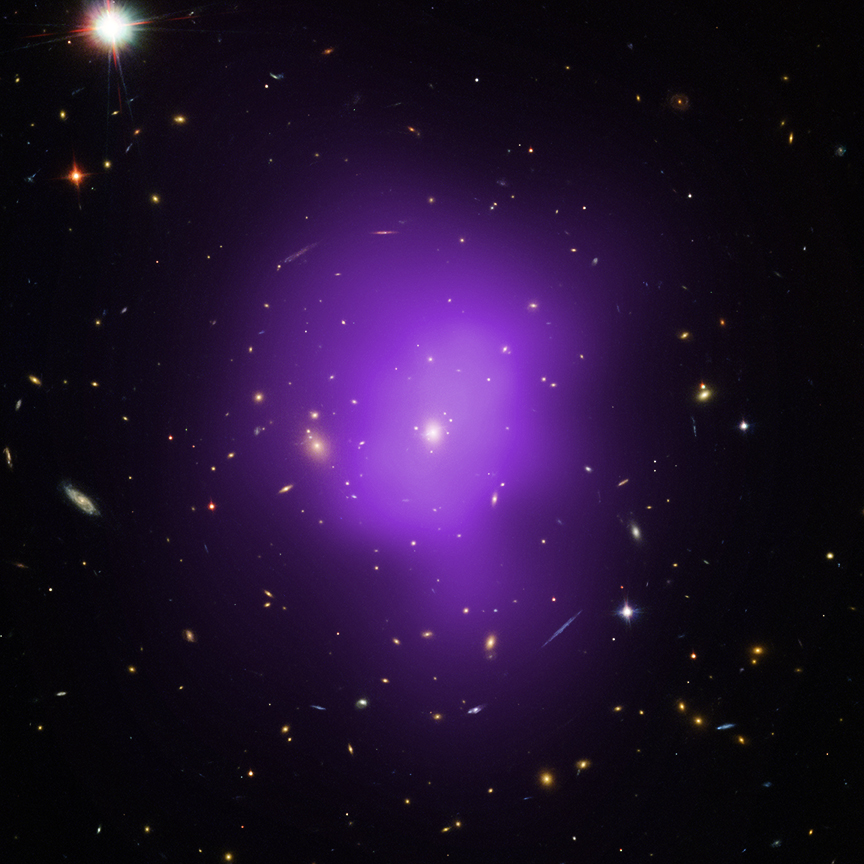
RX J347.5-1145 in un'immagine composita, ottica (Telescopio spaziale Hubble) e raggi X (Telescopio spaziale Chandra)

RX J1347.5-1145 è un ammasso di galassie situato in direzione della costellazione della Vergine alla distanza di oltre 4,5 miliardi di anni luce dalla Terra (light travel time).  Uno degli ammassi più luminosi nella gamma dei raggi X, come rilevato dalle osservazioni del telescopio spaziale Chandra, e più massicci tra quelli noti, con una luminosità X in eccesso di 10^45^erg/s.
È stato uno dei 25 ammassi di galassie studiati con il Telescopio spaziale Hubble nel corso di una campagna di osservazioni denominata Cluster Lensing And Supernova survey with Hubble (CLASH) nel corso di un periodo di tre anni e mezzo (2010-2013).
L'ellittica GALEX J134730.7-114509 è la galassia più luminosa dell'ammasso.
L'effetto di lente gravitazionale ha permesso di individuare una serie di galassie remote situate alle spalle dell'ammasso con un redshift, calcolato con metodo fotometrico, compreso tra 5,5 e 7,5.

## Galassie remote individuate dal lensing gravitazionale
La tabella riporta la lista di galassie remote "candidate". Il redshift è stato calcolato con metodo fotometrico.
| Nome         | R.A.          | DEC          | Distanza (Miliardi a.l.)(*) | Redshift (z) |
| ------------ | ------------- | ------------ | --------------------------- | ------------ |
| RXJ1347-0186 | 13h 47m 35.1s | -11° 44′ 16″ | 12,935                      | 6,9          |
| RXJ1347-0310 | 13h 47m 30.2s | -11° 44′ 28″ | 12,904                      | 6,7          |
| RXJ1347-0346 | 13h 47m 31.7s | -11° 44′ 32″ | 12,904                      | 6,7          |
| RXJ1347-0471 | 13h 47m 32.9s | -11° 44′ 42″ | 12,854                      | 6,4          |
| RXJ1347-0628 | 13h 47m 36.7s | -11° 45′ 01″ | 12,871                      | 6,5          |
| RXJ1347-0649 | 13h 47m 29.9s | -11° 44′ 53″ | 12,668                      | 5,5          |
| RXJ1347-0828 | 13h 47m 36.7s | -11° 45′ 01″ | 12,871                      | 6,5          |
| RXJ1347-0943 | 13h 47m 33.9s | -11° 45′ 09″ | 13,017                      | 7,5          |
| RXJ1347-0989 | 13h 47m 34.9s | -11° 44′ 58″ | 12,871                      | 6,5          |
| RXJ1347-1202 | 13h 47m 33.3s | -11° 45′ 15″ | 12,836                      | 6,3          |
| RXJ1347-1316 | 13h 47m 30.5s | -11° 45′ 28″ | 12,888                      | 6,6          |
| RXJ1347-1760 | 13h 47m 33.7s | -11° 45′ 53″ | 12,692                      | 5,6          |
| RXJ1347-2025 | 13h 47m 30.2s | -11° 46′ 23″ | 12,888                      | 6,6          |

(*) ("light travel time")